# Grand Theft Auto: Vice City Stories
Grand Theft Auto: Vice City Stories (prescurtat GTA: Vice City Stories sau GTA: VCS) este un joc video de acțiune-aventură creat de Rockstar North și Rockstar Leeds și publicat de Rockstar Games. Jocul a fost inițial lansat exclusiv pentru PlayStation Portable în octombrie 2006, dar mai târziu a fost lansat și pentru PlayStation 2. Este al cincilea joc 3D din seria Grand Theft Auto și al zecelea din serie per total, precum și al șaselea și ultimul din era 3 a acesteia, fiind precedat de Grand Theft Auto: Liberty City Stories și succedat de Grand Theft Auto IV, acesta din urmă reprezentând începutul erei 4 a seriei.
Jocul este un prequel pentru Grand Theft Auto: Vice City, astfel că acțiunea se desfășoară în același oraș fictiv Vice City, inspirat de Miami, dar cu doi ani în urmă, în 1984. Protagonistul este de această dată Victor Vance, un fost soldat care, după ce este dat afară din armată, își începe propriul imperiu de droguri alături de fratele său, Lance, amândoi apărând anterior și în GTA Vice City (deși Victor a jucat un rol minor în jocul respectiv, fiind omorât chiar la început). Gamplay-ul este similar cu cel din Grand Theft Auto: San Andreas, având câteva opțiuni de costumizare a personajului, războaie între bande, achiziționare de proprietăți și capacitatea de a înota (spre deosebire de GTA Vice City).

## Gameplay
Grand Theft Auto: Vice City Stories este un joc de acțiune-aventură, plasat într-un open-world și jucat dintr-o perspectiva third person, la fel ca și alte jocuir din seria Grand Theft Auto. Elementul de bază al gameplay-ului este format din elemente ale shooter-elor third person și un jocurilor de condus, oferind jucătorului un mediu mare în care să se deplaseze. Pe jos, caracterul jucătorului este capabil să meargă, să alerge, să înoate, să sară, precum și să folosească arme, atât de tras, cât și de luptă corp la corp. Jucătorul poate conduce o varietate de vehicule, inclusiv automobile, bărci, avioane, elicoptere, jetski-uri și motociclete.
Open-world-ul jocului, neliniar, permite jucătorului să exploreze și să aleagă cum doresc să joace jocul. Deși misiunile din poveste sunt necesare pentru a progresa prin joc și pentru a debloca anumite zone și conținut, acestea nu sunt necesare, deoarece jucătorul le poate completa în timpul lor liber. Când completează misiuni din poveste, jucătorul poate explora în mod liber lumea jocului. Jucătorul poate participa, de asemenea, într-o varietate de misiuni secundare opționale. Misiunile tradiționale secundare ale jocurilor din trecut sunt incluse, dar au fost îmbunătățite comparativ cu titlurile precedente. O nouă misiune secundară exclusivă în Vice City Stories este "Beach Patrol", în care Victor (personajul jucătorului) trebuie să se ocupe de motocicliștii de pe plajă cu buggy-uri de plajă, să salveze oameni de la înec, sau să aducă un paramedic pentru oameni răniți de pe plajă.
Unul dintre elementele cheie de joc în Vice City Stories este "construirea imperiului". Nou în seria Grand Theft Auto, acesta împrumută câteva idei din "proprietățile" din Vice City și din "războaiele între bande" din San Andreas. Pentru a face bani, jucătorul trebuie să deschidă și să opereze diverse afaceri pe proprietățile preluate de la bande inamice - acestea pot varia de la rachete de protecție la contrabandă sau trafic de droguri; tipul și amploarea unei afaceri depind în totalitate de jucătorului. Pentru Vice City Stories, sistemul de luptă a fost revizuit. Mecanismul de țintire a fost optimizat pentru a "direcționa în mod inteligent"; dușmanii care amenință sau atacă jucătorul vor fi vizați de pietoni. Cele mai mari schimbări se referă la sistemul de luptă "corp la corp", deoarece jucătorul poate efectua acum mișcări speciale de luptă pe inamici, precum să-i apuce și să-i arunce, chiar și când sunt căzuți pe jos. Jucătorul poate mitui polițiștii sau personalul spitalului atunci când este "wasted" (ucis) sau "busted" (arestat) pentru a-i scădea din nivelul de "wanted" sau a păstra arme care ar fi fost în mod normal pierdute.
Sistemul standard de pachete ascunse se întoarce sub forma a 99 de baloane roșii împrăștiate în jurul orașului. Aceasta este o referință la hitul lui Nena din 1984 "99 Luftballons", care a fost prezent în Grand Theft Auto: Vice City. Îmbunătățirea graficii de la lansarea lui Grand Theft Auto: Liberty City Stories include noi animații, timpi de încărcare mai rapizi, o distanță mai mare de vedere la depărtare, reduceri ale aglomerării pietonilor și vehiculelor, explozii mai complexe și creșteri ale densității obiectelor, și NPC-urilor.
La fel ca și Liberty City Stories, versiunea PSP a Vice City Stories inlcude un mod multiplayer, care permite a până la șase jucători să joace împreună prin intermediul Wi-Fi, fără fir (doar dacă se află în aceeași zonă). Modul multiplayer al jocului are 10 moduri diferite de joc, care includ utilizarea automobilelor, a aeronavelor și a vehiculelor acvatice. Diferite personaje și pietoni single player sunt disponibile ca avatare pentru jucător. Aceste moduri multiplayer nu sunt incluse în versiunea de PS2 a jocului.

## Povestea
În 1984, Victor "Vic" Vance, un caporal în armata americană, este staționat în Fort Baxter, Vice City. Sergentul său superior, Jerry Martinez, un soldat corupt implicat în afacerile cu droguri, îl convinge să se implice și el în afacere pentru a strânge bani pentru fratele său bolnav Pete. Totuși, în urma unui schimb care merge prost, Martinez se înfurie pe Vic și în cele din urmă îi înscenează niște fapte pe care nu le-a comis, astfel încât este acuzat de trădare și dat afară din armată. Cu toate acestea, Vic primește apoi un apartament în care să locuiască și ceva de muncă de la Phil Cassidy, un veteran de război excentric care deține un magazin de arme la docuri și un asociat de-al lui Martinez, pe care l-a întâlnit în timpul uneia dintre misiunile pentru acesta. La scurt timp, Martinez îi angajează pe Vic și Phil pentru o misiune, dar aceasta se dovedește a fi o capcană și cei doi scapă la limită, înainte de a o lua fiecare pe drumul său.
Mai târziu, Vic începe să lucreze pentru Marty Jay Williams, cumnatul lui Phil și liderul unei bande locale numite Trailer Park Mafia, care își abuzează adesea soția, pe Louise. Când Vic dezvoltă o relație cu Louise, Marty se înfurie și o răpește pe aceasta, dar Vic o salvează, omorându-l pe Marty. Cu Marty mort, Vic preia apoi Trailer Park Mafia, redenumind-o Familia Criminală Vance și începându-și astfel propriul imperiu criminal. La scurt timp, fratele lui Vic, Lance, auzind de succesul acestuia în Vice City, sosește în oraș să-l ajute să-și extindă imperiul. Vic realizează acest lucru preluând afaceri de la câteva bande rivale, timp în care câștigă respectul Cubanezilor, conduși de Umberto Robina, după ce îi ajută să-și elimine rivalii, pe Cholos, și îl omoară pe Bryan Forbes, un agent DEA sub acoperire care pretindea că este un dealer de droguri și i-a ademenit pe frații Vance în câteva capcane odată ce aceștia i-au aflat adevărata idenitate și l-au răpit. 
Mai târziu, Vic și Lance află de o rezervă mare de droguri despre care cred că îi aparține lui Martinez și o fură, numai pentru a afla ulterior că Martinez doar a fost angajat să transporte drogurile, ce aparțin de fapt fraților Mendez, Armando și Diego, cei mai mari baroni de droguri din oraș. Drept urmare, ei sunt răpiți de frații Mendez și interogați cu privire la droguri, dar Lance îi minte că Martinez este un agent DEA sub acoperire care încearcă să-i aresteze și că el a furat drogurile drept evidență. Acum că le-au câștigat încrederea, Vic și Lance încep să lucreze pentru Armando și Diego, care mai târziu le fac legătura cu Reni Wassulmier, un regizor de film transsexual. Vic îl ajută pe Reni cu câteva favoruri, printre care să-l ajute pe prietenul acestuia, Barry Mickelthwaite, care este managerul lui Phil Collins, să-l protejeze pe Phil de asasini trimiși de Familia Mafiotă Forelli, cărora Barry le datorează bani. Mai târziu, Reni le face lui Vic și Lance cunoștință cu Ricardo Diaz, un baron de droguri și rivalul fraților Mendez, care îi angajează, de asemenea, pentru câteva misiuni. În același timp, Vic lucrează pentru un alt prieten de-al lui Reni, un dealer de droguri numit Gonzalez, care lucrează pentru colonelul Juan Garcia Cortez, dar ulterior îl trădează și formează o alianță cu Diaz, promițând să-l informeze pe acesta de toate tranzacțiile viitoare ale lui Cortez.
În cele din urmă, Armando și Diego află că Vic și Lance au lucrat pentru Diaz, spre nemulțumirea lor, iar după ce Martinez le dezvăluie adevărul despre drogurile furate, cei doi îi răpesc din nou pe frații Vance și încearcă să-i omoare când aceștia le refuză oferta de a le vinde lor toate afacerile lor. Cei doi frați scapă la limită, iar apoi lucrează cu Diaz să se răzbune pe frații Mendez, reușind să se infiltreze în seiful lor și să le distrugă actele la purtător, aducându-i la faliment. Drept răzbunare, Armando și Diego o răpesc pe Louise, iar ulterior și pe Lance, forțându-l pe Vic să vină să-i salveze. El reușește să-l omoare pe Armando, dar descoperă că Louise a fost rănită mortal. După ce Louise moare în brațele lui, Vic jură să se răzbune atât pe Diego, cât și pe Martinez.
Vic lucrează alături de Diaz pentru ultima dată, care îi spune locația ascunzătorii lui Diego și îl convinge să fure un elicopter militar din Fort Baxter. Cu ajutorl lui Phil Cassidy, Vic fură elicopterul, folosindu-l apoi să asedieze fortăreață lui Diego, unde îl omoară atât pe acesta, cât și pe Martinez. La scurt timp, Lance sosește să-și ajute fratele, dar ajunge prea târziu, Vic făcând deja toată treaba de unul singur. Cei doi frați decid apoi să un se mai implice niciodată în afacerile cu droguri și pleacă din Vice City să-i dea lui Pete bani pentru medicamente.

### Personaje
Ca în jocurile Grand Theft Auto anterioare, vocile personajelor din Vice City Stories sunt ale unor celebrități. Gary Busey, Luis Guzmán, Philip Michael Thomas, și Danny Trejo își reiau rolurile ca Phil Cassdy, Ricardo Diaz, Lance Vance și Umberto Robina respectiv, care au apărut anterior și în GTA Vice City, în timp ce protagonistul jocului, Victor Vance, care a jucat la rândul său un rol minor în jocul respectiv, este de această dată jucat de Dorian Missick. Phil Collins face un cameo ca el însuși, făcându-l primul muzician faimos din viața reală care să apară fizic într-un joc Grand Theft Auto; cântecul său "In the Air Tonight" apare, de asemenea, în joc, atât la radio, cât și într-un concert live. Phil Collins este jucat de Joseph Martignette în timpul concertului. Alte cântece de-ale sale, precum "Easy Lover" cu Philip Bailey  și "Turn It On Again" cu Genesis, apar, de asemenea, la radio. În plus, Opie și Anthony, precum și câțiva membri tehnici ai The Opie and Anthony Show, au fost înregistrați și sunt folosiți drept voci ale unor personaje minore.
Pe lângă bandele prezente anterior în GTA Vice City, noi bande își face debutul în acest joc: Trailer Park Mafia, Cholos, White Stallions și Cartelul Mendez. De asemenea, jocul explorează Familia Criminală Vance, care a fost introdusă inițial în GTA Vice City, mai în detaliu.

## Dezvoltare
Take-Two Interactive a anunțat inițial că Vice City Stories urma să fie lansat în America de Nord la 17 octombrie 2006 și în Europa pe 20 octombrie 2006, dar un anunț la începutul lunii septembrie a declarat că lansarea jocului în America de Nord a fost amânată până pe 31 octombrie. De asemenea, a fost anunțat că jocul va fi lansat pe 10 noiembrie 2006 în Australia. În plus, în Europa (cu excepția Marii Britanii și Irlandei) jocul a suferit o altă întârziere, de la 3 noiembrie 2006 până la 10 noiembrie 2006, la fel ca și Australia.

### Versiune de PS2
Pe 7 februarie 2007, Rockstar Games a anunțat planurile pentru un port PlayStation 2 a jocului, care a fost lansat pe 6 martie. A fost confirmat de Rockstar Games că versiunea de PlayStation 2 a jocului va fi aproape identică cu cea pentru PSP. Portul are îmbunătățiri în cazul graficii (inclusiv adăugarea de efecte de bloom, activate prin opțiunea "trails"), distanța pentru vedere la depărtare și performanța, cum era de așteptat, dar include și câteva noi activități secundare care nu sunt prezente în versiune de PSP, ci anume cinci noi misiuni secundare, șase noi salturi unice, cinci noi rampage-uri și un nou easter egg.
În timp ce alte porturi Grand Theft Auto au adăugat caracteristici suplimentare (cum ar fi replici sau coloane sonore personalizate), acesta este primul port al oricărui joc Grand Theft Auto care să includă conținut suplimentar în joc.
Versiunea PS2 a lui Vice City Stories a fost anunțată ca o versiune digitală pentru PlayStation 3 în 2012, ca titlu PlayStation 2 Classics și a fost lansată în aprilie 2013 prin intermediul PlayStation Network.

## Recepție
Grand Theft Auto: Vice City Stories a primit recenzii "în general favorabile", conform analizatorului critic Metacritic.
Versiunea de PS2 a jocului a fost criticată pentru faptul că are același cod ca cea de PSP, fixează foarte puține probleme și elimină anumite elemente, dar a fost în schimb apreciată pentru lighting-ul îmbunătățit. Începând cu 26 martie 2008, Vice City Stories a vândut 4.5 milioane de copii, conform celor spuse de Take-Two Interactive. Eliot Fish de la Hyper' a lăudat jocul pentru faptul că folosește "atmosfera unică a anilor 1980 și povestea este bine integrată în misiuni".
Versiunea de PSP a jocului a primit medalia de "Platină" de la  Entertainment and Leisure Software Publishers Association (ELSPA), indicând cel puțin 300,000 de copii vândute în Regatul Unit.

### Premii
- "Cea mai bună muzică licențiată pentru PSP" în 2006, de la IGN.
- "Cel mai bun joc portabil" la Golden Joystick Awards 2007.